# Josep Gonzalvo
Josep Gonzalvo Falcón (Mollet del Vallès, 16 januari 1920 - Barcelona, 31 mei 1978) was een Catalaans-Spaans voetballer en trainer. Hij speelde als verdediger bij onder andere FC Barcelona. Aangezien Josep Gonzalvo twee broers had die eveneens profvoetballer waren, werd hij wel aangeduid als Gonzalvo II. Zijn oudere broer Juli Gonzalvo (Gonzalvo I) speelde voor RCD Espanyol en zijn jongere broer Marià Gonzalvo (Gonzalvo III) kwam eveneens uit voor FC Barcelona.

## Clubvoetbal
Gonzalvo begon als profvoetballer bij AD Ceuta (1941-1943). In het seizoen 1943/1944 speelde hij bij CE Sabadell, waar hij op 26 september 1943 zijn debuut in de Primera División maakte tegen Sevilla FC. In 1944 werd de verdediger gecontracteerd FC Barcelona, waar ook zijn jongere broer Marià Gonzalvo inmiddels speelde. Bij Barça werd Gonzalvo drie keer kampioen van Spanje (1945, 1948, 1949) en won de Catalaan één Copa del Generalísimo (1951), één Copa Latina (1949) en twee keer de Supercopa de España (1945, 1949). Nadat Gonzalvo in 1952 FC Barcelona verliet na 198 wedstrijden en vijf doelpunten, speelde hij nog bij Real Zaragoza (1952-1953).

## Nationaal elftal
Gonzalvo speelde acht wedstrijden in het Spaans nationaal elftal. Zijn debuut was op 30 mei 1948 tegen Ierland. Hij behoorde in 1950 tot de Spaanse selectie voor het wereldkampioenschap in Brazilië. Op dit toernooi speelde de verdediger op 13 juni 1950 tegen Brazilië zijn laatste interland.

## Loopbaan als trainer
In januari 1963 volgde Gonzalvo Ladislao Kubala op als trainer van FC Barcelona. Hij leidde de club slechts vijftien competitiewedstrijden, maar in zijn korte periode als trainer won Gonzalvo met de blaugranas wel de Copa del Generalísimo.